# Liste der Biografien/Kak
Liste der Biografien |
Portal Biografien |
Personensuche
# |
A |
B |
C |
D |
E |
F |
G |
H |
I |
J |
K |
L |
M |
N |
O |
P |
Q |
R |
S |
T |
U |
V |
W |
X |
Y |
Z |
?
 
Ka |
Kb |
Kc |
Kd |
Ke |
Kf |
Kg |
Kh |
Ki |
Kj |
Kl |
Km |
Kn |
Ko |
Kp |
Kr |
Ks |
Kt |
Ku |
Kv |
Kw |
Ky |
Kx |
Kz
 
Kaa–Kag |
Kah |
Kai |
Kaj |
Kak |
Kal |
Kam |
Kan |
Kao |
Kap |
Kar |
Kas |
Kat |
Kau |
Kav |
Kaw |
Kay |
Kaz
Die Liste der Biografien führt alle Personen auf, die in der deutschsprachigen Wikipedia einen Artikel haben. Dieses ist eine Teilliste mit 109 Einträgen von Personen, deren Namen mit den Buchstaben „Kak“ beginnt.

## Kak
- K’ak’ Tiliw Chan Yopaat († 785), Herrscher des Maya-Stadtstaates Quiriguá (725–785)
- Kak, Avinash (* 1944), US-amerikanischer Forscher im Bereich der künstlichen Intelligenz
- Kak, Subhash (* 1947), indischer Dichter, Philosoph und Wissenschaftstheoretiker

### Kaka
- Kaká (* 1981), brasilianischer Fußballspieler
- Kaká (* 1982), brasilianischer FußballspielerKaká (* 1982)

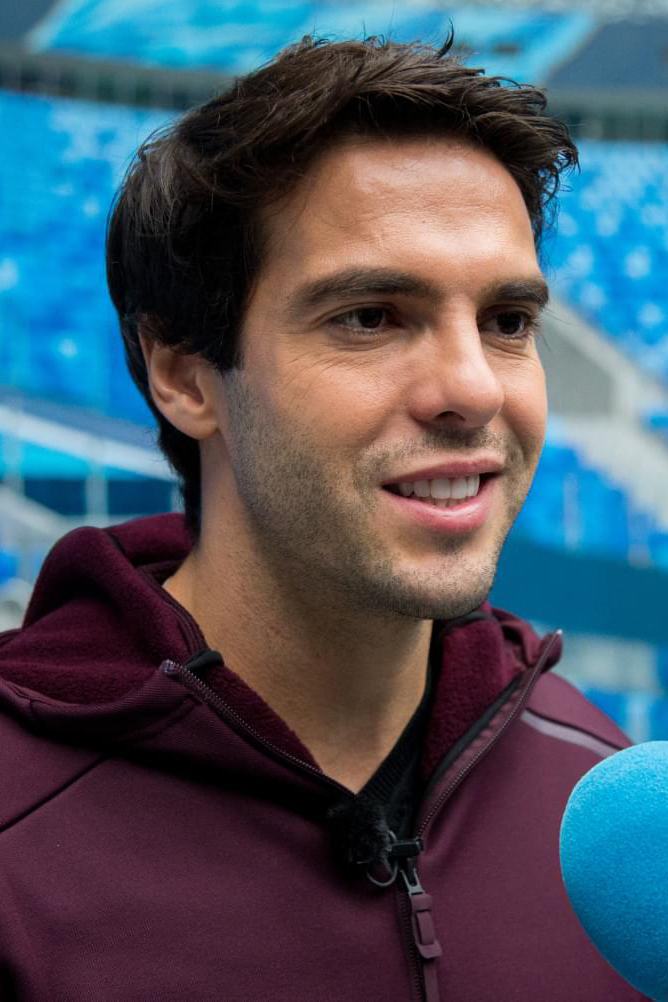
Kaká (* 1982)

- Kaká Werá (* 1964), brasilianischer Schriftsteller
- Kaka, Luthando (* 1986), südafrikanischer Mountainbike- und Straßenradrennfahrer
- Kaka, Moussa, nigrischer Hörfunkjournalist
- Kaka, Noma (1920–1993), nigrischer Politiker
- Kakabadse, Dawit (1889–1952), georgischer Maler, Grafiker, Kunsttheoretiker, Erfinder und Bühnenbildner
- Kakabadse, Otar (* 1995), georgischer Fußballspieler
- Kakabadse, Polikarpe (1895–1972), georgisch-sowjetischer Dramatiker
- Kakabadse, Yolanda (* 1948), ecuadorianische Naturschützerin und Umweltministerin, Präsidentin des WWF
- Kakabaveh, Amineh (* 1970), schwedische Politikerin mit iranisch-kurdischen Wurzeln
- Kakabaýew, Erkin (* 2002), turkmenischer Eishockeyspieler
- Kakaliagou, Elena (* 1979), griechisch-österreichische Hornistin
- Kakana Khamyok (* 2004), thailändischer Fußballspieler
- Kakar, Anwar ul Haq (* 1971), pakistanischer Politiker
- Kakar, Malalai (1967–2008), afghanische Polizistin
- Kakar, Sudhir (1938–2024), indischer Psychoanalytiker und Autor
- Kakas, Gyula (1875–1928), ungarischer Turner, Olympiateilnehmer
- Kakaýew, Maksat (* 1998), turkmenischer Eishockeyspieler

### Kake
- Kakegawa, Makoto (* 1973), japanischer Fußballspieler
- Kakehashi, Ikutarō (1930–2017), japanischer Unternehmer, Gründer von Roland Corporation
- Kakei, Katsuhiko (1872–1961), japanischer Jurist und Shintoist
- Kakei, Watari (* 1947), japanischer Astronom
- Kakela, Anne (* 1970), US-amerikanische Ruderin
- Kakeya, Sōichi (1886–1947), japanischer Mathematiker

### Kakh
- Kakhidze, Jansug (1935–2002), georgischer Dirigent
- Kakhidze, Vakhtang (* 1959), georgischer Komponist und Dirigent

### Kaki
- Kaki, Abubaker (* 1989), sudanesischer Leichtathlet
- Kakies, Martin (1894–1987), deutscher Lehrer und Publizist
- Kakigi, Ryōsuke (* 1991), japanischer Fußballspieler
- Kakihara, Tetsuya (* 1982), japanischer Seiyū und Sänger
- Kakiiwa, Reika (* 1989), japanische Badmintonspielerin
- Kakimoto, Kenta (* 1990), japanischer Fußballspieler
- Kakimoto, Michiaki (* 1977), japanischer Fußballspieler
- Kakinami, Kaoru, japanische Fußballspielerin
- Kakine, Takuya (* 1991), japanischer Fußballspieler
- Kakinomoto no Hitomaro, japanischer Dichter
- Kakinouchi, Narumi (* 1962), japanische Mangaka
- Kakinuma, Akira (* 1972), japanischer Straßenradrennfahrer
- Kakiouea, Winzar (* 2001), nauruischer Leichtathlet
- Kakiouzis, Michalis (* 1976), griechischer Basketballspieler
- Kakita, Yūki (* 1997), japanischer Fußballspieler
- Kakitani, Yōichirō (* 1990), japanischer Fußballspieler
- Kakiuchi, Yūji (* 1969), japanischer Fußballspieler
- Kakizaki, Jun’ichi (* 1971), japanischer Installationskünstler
- Kakizaki, Masasumi (* 1978), japanischer Mangazeichner

### Kakk
- Kakkalos, Christos (1882–1976), griechischer Bergführer
- Kakkanatt, Antony (* 1961), indischer Geistlicher, syro-malankarischer Kurienbischof im Großerzbistum Trivandrum
- Kakkar, Ajay, Baron Kakkar (* 1964), britischer Chirurg und Life Peer
- Kakkar, Neha (* 1988), indische Sängerin
- Kakko, Kaapo (* 2001), finnischer Eishockeyspieler
- Kakko, Tony (* 1975), finnischer Sänger und KeyboarderTony Kakko (* 1975)

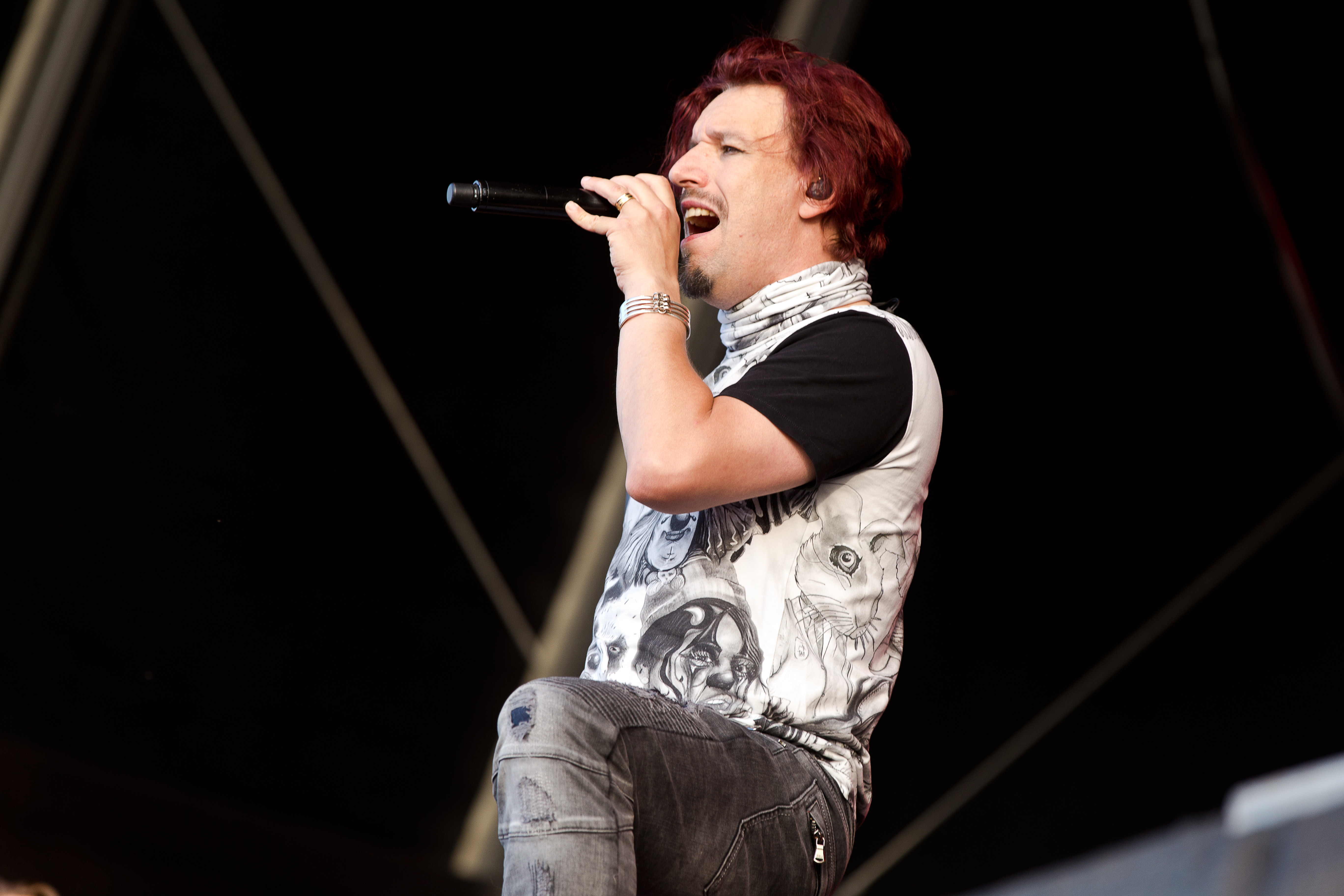
Tony Kakko (* 1975)

- Kakkojew, Nikita Igorewitsch (* 1999), russischer Fußballspieler

### Kakl
- Kaklamanakis, Nikolaos (* 1968), griechischer Windsurfer
- Kaklamanis, Apostolos (* 1936), griechischer Politiker
- Kaklamanis, Nikitas (* 1946), griechischer Politiker, MdEP und Bürgermeister von Athen
- Kaklamanis, Stefanos (* 1958), griechischer Neogräzist
- Kaklamanos, Alexandros (* 1974), griechischer Fußballspieler

### Kakn
- Kaknavatos, Ektor (1920–2010), griechischer Dichter, Beamter

### Kako
- Kako (* 1994), japanische PrinzessinKako (* 1994)

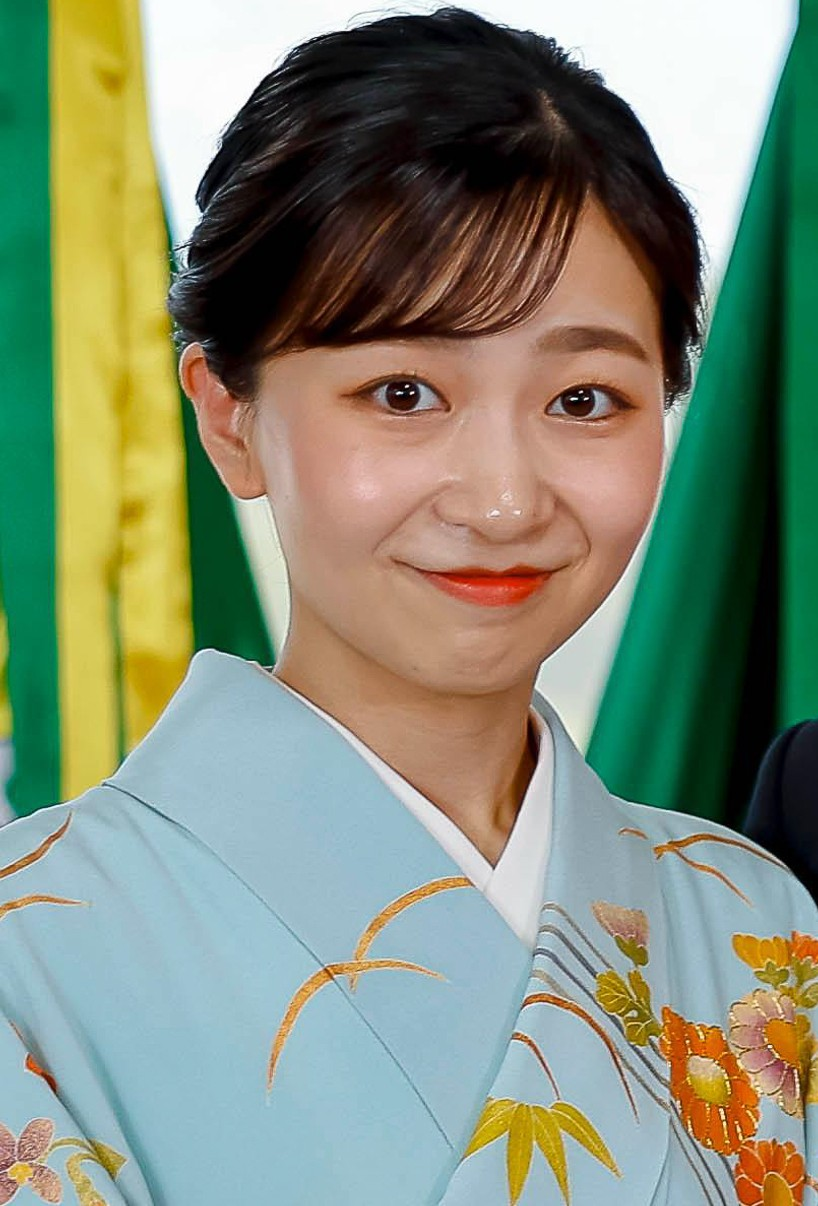
Kako (* 1994)

- Kako, Takashi (* 1947), japanischer (Jazz-)Pianist und Komponist
- Kakoi, Kentarō (* 1991), japanischer Fußballspieler
- Kakoko, Etepe (* 1950), kongolesischer (Dem. Rep. Kongo) Fußballspieler
- Kakoko, Yannick (* 1990), deutsch-kongolesischer Fußballspieler
- Kakolewicz, Leo (* 1950), deutscher Boxer
- Kakoli, Elham (* 1987), iranische Sprinterin
- Kakoma, George Wilberforce (1925–2012), ugandischer Musiker, Komponist der ugandischen Nationalhymne
- Kakon, Judith (* 1988), Schweizer Künstlerin
- Kakooza, Christopher (* 1952), ugandischer Geistlicher, Bischof von Lugazi
- Kakos, Anastasios (* 1970), griechischer Fußballschiedsrichter
- Kakoschyn, Wiktor (* 1957), sowjetisch-ukrainischer Ruderer
- Kakou, Elie (1960–1999), französischer Schauspieler, Sänger, Komiker und Parodist
- Kakou, Jonathan (* 1989), neukaledonischer Fußballspieler
- Kakoullis, Andronikos (* 2001), zyprischer Fußballspieler
- Kakousis, Perikles (* 1879), griechischer Gewichtheber
- Kakowin, Alexander Sergejewitsch (* 1910), russischer Schachkomponist
- Kakowski, Aleksander (1862–1938), polnischer Geistlicher, Erzbischof von Warschau, Primas des Königreichs Polen und Kardinal
- Kakowski, Iwan Sergejewitsch (* 1999), russischer Snookerspieler

### Kakr
- Kakraba, Juliana (* 1979), ghanaische Fußballspielerin
- Kakridis, Ioannis (1901–1992), griechischer Klassischer Philologe
- Kakridis, Theofanis (1933–2019), griechischer Altphilologe
- Kakridis, Yannis (* 1964), deutscher Slawist

### Kaks
- Käks, Peter (1950–2024), deutscher Gewichtheber

### Kakt
- Kaktus-Maler, attischer Vasenmaler des Schwarzfigurigen Stils
- Kaktys, Sigitas (* 1956), litauischer Politiker, Mitglied des Seimas

### Kaku
- Kaku, König des sumerischen Stadtstaates Ur
- Kaku, Michio (* 1947), US-amerikanischer PhysikerMichio Kaku (* 1947)

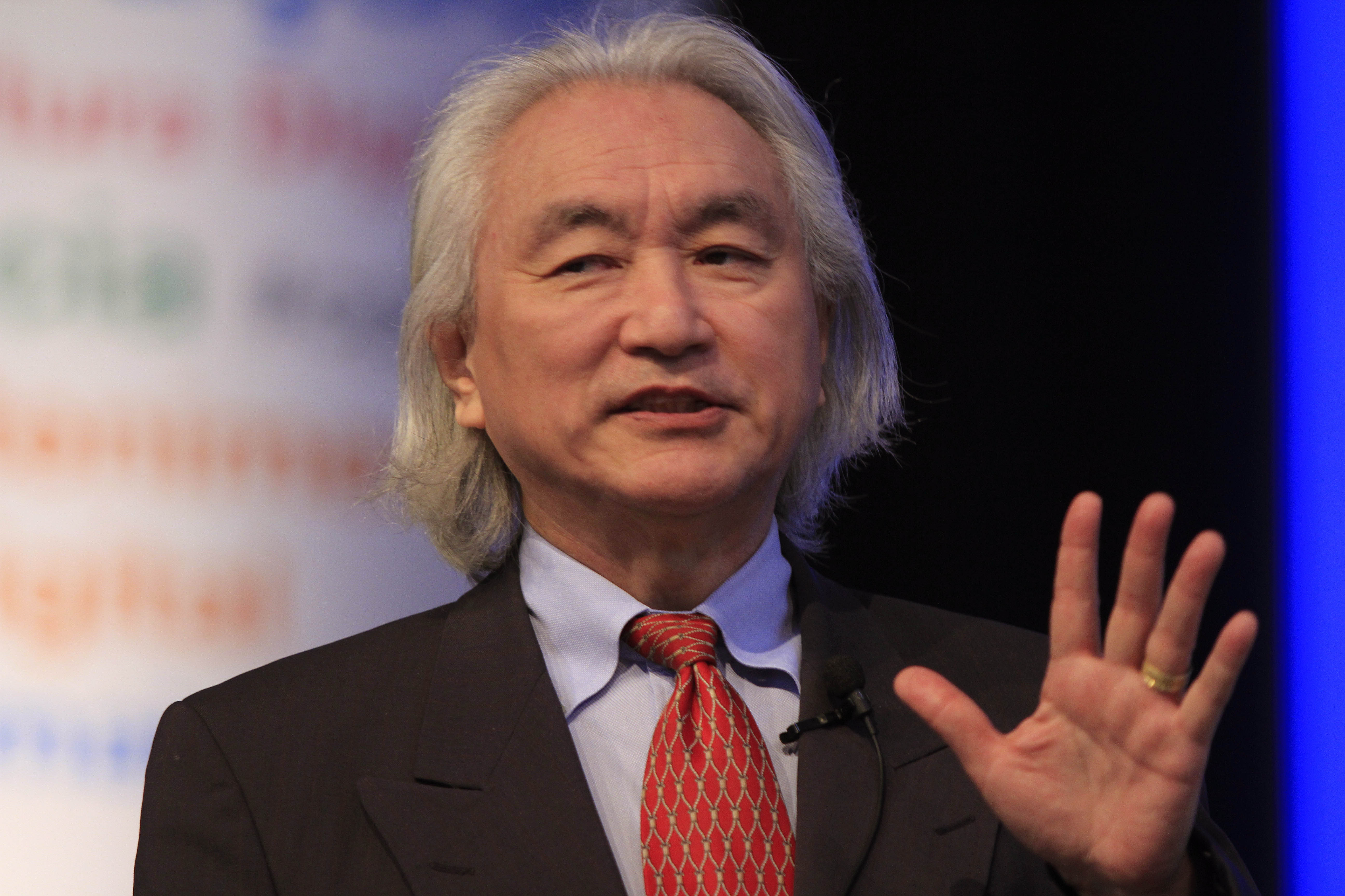
Michio Kaku (* 1947)

- Kakuban (1095–1143), japanischer buddhistischer Mönch, Auslöser eines Schismas im Shingon-Buddhismus
- Kakubari, Fumihiko (* 1984), japanischer Shorttracker
- Kakubi, John Baptist (1929–2016), ugandischer Geistlicher, römisch-katholischer Bischof von Mbarara
- Kakubo, Stanley Kasongo (* 1980), sambischer Politiker (UPND), Mitglied der Nationalversammlung und Minister
- Kakuda, Makoto (* 1983), japanischer Fußballspieler
- Kakudji, Serge (* 1989), kongolesischer Opernsänger (Countertenor)
- Kakujewa, Iryna (* 1973), belarussische Biathletin
- Kakungulu, Semei (1869–1928), ugandischer Krieger und Begründer der Abayudaya
- Kakuryū, Rikisaburō (* 1985), mongolischer SumōringerKakuryū Rikisaburō (* 1985)

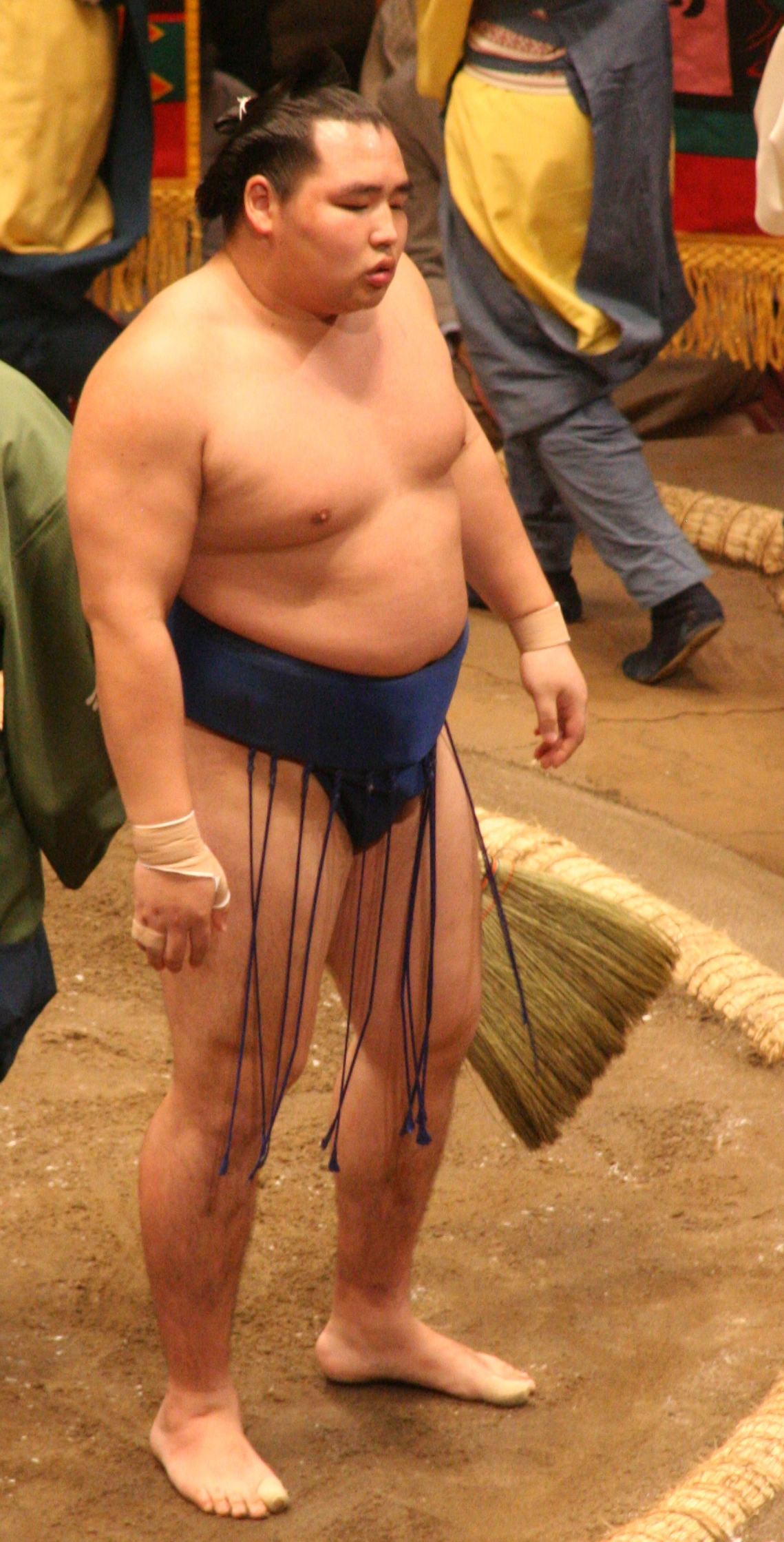
Kakuryū Rikisaburō (* 1985)

- Kakuska, Thomas (1940–2005), österreichischer Geiger und Bratschist
- Kakuta, Gaël (* 1991), französischer Fußballspieler
- Kakuta, Kakuji (* 1890), Vizeadmiral der kaiserlich japanischen Marine
- Kakuta, Kōji (* 1951), japanischer Skispringer
- Kakuta, Kumpei (* 1999), japanischer Fußballspieler
- Kakuta, Mitsuyo (* 1967), japanische Schriftstellerin
- Kakutani, Michiko (* 1955), amerikanische Publizistin und Literaturkritikerin
- Kakutani, Shizuo (1911–2004), japanisch-amerikanischer Mathematiker
- Kakutei (1722–1786), japanischer Mönch und Maler der Nanpin-Schule
- Kakuyū (1053–1140), japanischer Maler